# Hierophis gemonensis
Il colubro dei Balcani (Hierophis gemonensis Laurenti, 1768) è un serpente non velenoso della famiglia dei colubridi, affine al biacco.

Il suo epiteto specifico deriva dalla città di Gemona, in Provincia di Udine, dove peraltro non è presente.

## Distribuzione e habitat
Si rinviene in Grecia (comprese Creta e Corfù), Albania, Montenegro, Bosnia ed Erzegovina, Slovenia e Croazia fino a 1400 m s.l.m.
Il colubro dei Balcani non è presente in Italia: la presenza della specie in Val Rosandra, presso Trieste, è stata esclusa dagli stessi autori che ne avevano segnalato la presenza nel 1972.
Vive in zone aride: macchia mediterranea, zone rocciose, boschi non troppo fitti, vigneti, oliveti, terreni incolti, aree rurali.

## Minacce e conservazione
È danneggiato localmente da perdita dell'habitat, dall'inquinamento e dagli incendi. È inserito nell'allegato III della Convenzione di Berna.